# مبرة صناع الخير
مبرة صناع الخير هي مؤسسة كويتية إنمائية غير ربحية تتمتع بالشخصية الاعتبارية، تأسست مبرة صناع الخير بموجب عقد تأسيس موثق لدى وزارة العدل، وتم إشهارها رسميا بتاريخ 21/9/2002 بموجب قرار وزاري رقم 120/2002 صادر عن وزير الشؤون الاجتماعية والعمل

## رؤيتهـــا
أن تتحول الأعمال الدعوية وإدارة الأعمال الخيرية من احتراف إلى مهنية إلى مؤسسية تدفع بالمجتمع والبلد نحو الريادة على مستوى الكويت في هذا المجال.

## رسالتهــا
نعتني بمن يعتني بالخير

## أهداف المبرة
1. العمل على تفرغ الدعاة والعاملين في مجال الدعوة الإسلامية وفي مجالات الخير كافة من الرجال والنساء داخل دولة الكويت.
2. تنمية قدرات ومهارات الدعاة والعاملين في المجالات الخيرية من الجنسين من أبناء الكويت والدول العربية والإسلامية الأخرى.
3. تقديم المنح التشجيعية والجوائز التقديرية للدعاة في مختلف المجالات الدينية والعلمية والأدبية والاجتماعية والفنية.
4. التعاون مع المؤسسات المحلية والدولية المختصة في مجال الدعوة والعمل الخيري.
5. تبني المشاريع المتميزة والتي تساهم في عملية التبادل الحضاري والثقافي بين الدول المتقدمة والدول الإسلامية.
6. تنمية أموال المبرة بالوسائل الاستثمارية المأمونة والمشروعة.
7. مساعدة مراكز البحوث العلمية والأدبية ومراكز التدريب المختصة ذات المستوى العالي.

## المؤسسون
تم تأسيس مبرة صناع الخير من الأموال التي خصصها كل من:
1. حمود حمد الصالح الرومي
2. يوسف حمد عبد المحسن العتيقي
3. يوسف علي عبد الرحيم
4. محمد محمود حيدر الرحماني
5. د. وليد عبد المحسن محمد الوهيب
6. د. طارق محمد السويدان
7. المرحوم/مساعد سالم يوسف العبد الجادر
8. د. فؤاد عبد الله العبد العزيز العمر
9. سعد مطلق هادي الراجحي
10. خالد عبد الله محمد الحسيني
11. عبيد علي فرهود العجمي
12. عوض سالم عوض الصميع
13. جمال أحمد جمال الكندري
14. خالد عبد الله راشد الزير

## أعضاء مجلس الإدارة الحالي
1. خالد عبد الله الحسيني.................. رئيس مجلس الإدارة
2. محمد دهام النجفان................... نائب رئيس مجلس الإدارة
3. أنور عبد الغفور العبد الغفور......... أمين الصندوق
4. د.محمد أحمد الدوسري................. أمين السر
5. مشعل مندني.......................... عضو
6. علي عبد الجادر...................... عضو
7. طلال العامر.......................... عضو

## القطـاعـات المستهدفة
- الدعاة.
- التنمية البشرية للدعاة.

## مشاريع المبرة

### مشروع تفرغ الدعاة
تنامى دور الدعاة والمربين والعلماء باعتبارهم أحد أبرز الوسائل المؤثرة والفعالة في هذا المجال، وبات لزاما عليهم مضاعفة جهودهم، وابتكار أساليب جديدة لمواجهة هذه التحديات، وبذل المزيد من الوقت والمال لتحقيق النجاح والتميز في أداء هذه الرسالة النبيلة.
ولما كان الإبداع والتميز يتطلبان التخصص في العمل، والتخصص يقتضي التفرغ مصداقا لقوله تعالى:
«فلَوْلا نَفَرَ مِنْ كُلِّ فِرْقَةٍ مِنْهُمْ طَائِفَةٌ لِيَتَفَقَّهُوا فِي الدِّينِ وَلِيُنْذِرُوا قَوْمَهُمْ إذَا رَجَعُوا إلَيْهِمْ لَعَلَّهُمْ يَحْذَرُونَ».
لذا فقد قامت المبرة على عاتقها كفالة عدد من الدعاة في عدة لجان وعدة مجالات ليتفرغوا للعمل الدعوي في المؤسسات التربوية.

### مشروع حلقاتالقران الكريم
الناظر من حوله في مجتمعنا الكويتي الكريم، يرى ظاهرة طيبة جميلة وهي الإقبال الكبير على كتاب الله تعالى وحب تعلمه وترتيله وحفظه من جميع الشرائح بمختلف مستوياتهم وأعمارهم «الناشئة والشباب وأولياء الأمور الذكور منهم والإناث» وكذلك ما يلمسه الكثير من انتشار مبارك في أماكن تعليم القرآن الكريم وتحفيظه في جميع أنحاء الكويت وضواحيها – ممثله في حلقات المساجد ومراكز متخصصة في ذلك ودور للقرآن الكريم ولجان خيرية وجمعيات نفع عام وغيرهم. وإنه من هذا المنطلق الخير كان حرى «بمبرة صناع الخير» أن تساهم في دعم مثل هذا التوجه القرآني المبارك، في مبرة تأسست لتعمل على صناعة الخير وتبنيه والسعي على إنجاحه ليستفيد منه الجميع بمختلف فئاتهم العمرية.
ومن هذا المنطلق أقامت المبرة حلقات لحفظ كتاب الله في دولة الكويت، وفي إجازة الصيف تقيم المبرة حفل تكريم المتميزين في هذه الحلقات المنتشرة في مناطق الكويت

### مشروع النوادي الصيفية
فمن باب استغلال الإجازة الصيفية بما ينفع فقد تبنت المبرة دعم مجموعة من الأندية الصيفية التي تخدم شريحة الشباب والنشء وتعود عليهم بالنفع والفائدة، فقد قامت هذه النوادي بدور رائد في تعليم الشباب التعاليم الإسلامية والتربية المنهجية، وكذلك تنمية النواحي الإبداعية والرياضية وذلك من خلال العديد من برامجها:
- حلقات حفظ القرآن
- الدروس الفقهية
- الدورات التدريبية
- الأنشطة العلمية
- الرحلات الخارجية

### المشروع الثقافي
- قامت المبرة بطباعة عدة كتيبات تسرد في محتويات صفحاتها حكايات في تعلية الهمة وتهذيب النفس كما تحوي صفحاتها مواقف بطولية وأخلاقا حميدة.وقامت المبرة بتوزيع هذه الكتيبات على المراكز المختلفة والتي تعنى بتوجيه الشباب والنشئ لتعم الفائدة المرجوة من وراء هذا العمل.
- تأسيس نادي القراءة الذي يهدف لغرس المفاهيم السليمة لدى القارئ ويسهم في تشكيل شخصيته وينمي العقل ويحفز قدرته على التفكير الصحيح.
- تأسيس مكتبة المبرة باسم «الشيخ/خالد الجيران» لخدمة أعضاء المبرة.

### مشروع رحلاتالسفرخارجالكويت
تغرب عن الأوطان في طلب العلا....... وسافر ففي الأسفار خمس فوائد
تفرج هـم واكتساب معيشـة....... وعلـم وآداب وصحبـة ماجـد
مما لا شك فيه أن رحلات السفر الخارجية والمنظمة تنظيما جيدا تترك أثارا تربوية طيبة وسلوكيات إيجابية على كل الفئات العمرية سواء من الناشئة أو الشباب على حد سواء، فمن خلال هذه الرحلات يتم اكتساب خبرات وفوائد يصعب الحصول عليها داخل البيئة نفسها أو من خلال رحلات داخلية، فهي تعمل على تعميق العلاقة والصلة الوثيقة بين أفراد المجموعة من الناشئة والشباب فيما بينهم كما تعمل على تنمية روح العمل الجماعي وتحمل المسؤولية واكتساب الثقة بالنفس والانفتاح على العالم والتواصل مع مجتمعات أخرى.
وانطلاقا من هذه المقدمة ساهمت المبرة في تنظيم وتقديم الدعم في رحلات جماعية خارج الكويتلفئة الناشئة والشباب من أبناء دولة الكويت للدول التالية:
- المملكة العربية السعودية (عمرة في شهر رمضان الفضيل)
- تركيا
- ماليزيا

### الدورات التطويرية
من منطلق تنمية الذات واكتشاف المواهب فقد ساهمت المبرة في إقامة عدة دورات تدريبية وذلك حسب الحاجة الدعوية والتربوية والإبداعية، ومع ما يتماشى وأهداف المبرة.
ومن أبرز هذه الدورات:
- دورة علاج سلوكيات الأبناء المزعجة
- دورة إستراتيجية التفاوض والتغيير
- دورة نفسية المراهق

### المخيمات الربيعية
من المواسم الجميلة التي نعيشها في الكويت موسم التخييم والبر، فمن خلالها يتمتع كل من يحدوه الجو المحافظ والترفيه المباح بعيدا عن المعاصي وما يغضب الله عز وجل من أمور منافية للشرع.
ويعتبر موسم التخييم والربيع فرصة كبيرة لتنمية المهارات وتأصيل المفاهيم الإسلامية والأخلاق الحسنة من خلال المسابقات الثقافية والدورات التطويرية من قبل أهل الثقة من المشرفين والدعاة والمربين المعروفين بحسن الخلق وأصحاب الكفاءة.
وقد قامت المبرة باستثمار موسم التخييم والبر بالمساهمة في تجهيز وإعداد مخيمين ربيعيين خلال العام الماضي وحضرها العديد من الشباب والناشئة وشارك بها أهل الاختصاص والكفاءة.

### الحملة الإعلامية الإيمانية
استثمارا لشهر رمضان المبارك وحرصا على الاستفادة من أيامه الفضيلة واستغلالها لنيل الأجر والثواب العظيمين، فقد قامت المبرة بتنظيم حملة دعوية إعلامية خاصة بشهر رمضان حملت شعار «بالطاعة أكيد تربحها».
وهي عبارة عن رسالة عامة تستحث وتشوق الناس لاستغلال واستثمار أيام شهر رمضان الفضيل، كما أنها رسالة خاصة توجه المسلمين لبعض الطاعات التي يقبلوا بها على الله ونيل الجائزة منه سبحانه وتعالى.
ومن أجل إنجاح هذه الحملة إعلاميا فقد استعانت المبرة بوسائل إعلامية متعددة منها:
- بوسترات
- بنرات بأحجام مختلفة
- محاضــرات

### بلسم الخير
نظرا لما للتوعية الصحية من آثر في منع الأمراض عن المجتمع، فقد قامت المبرة وعبر مشروعها المسمى بلسم الخير بتقديم المشاركة المجتمعية في مكافحة المرض والجهل وحماية المجتمع من الأمراض، وتحتفل سنويا المبرة بيوم الصحة العالمي من خلال تقديم عدة فعاليات تخدم المجتمع.
 .